# Фігарола-дал-Камп
Фігаро́ла-дал-Камп (кат. Figuerola del Camp) - місто, розташоване в Автономній області Каталонія в Іспанії. 
Знаходиться у районі (кумарці) Ал-Камп провінції Таррагона, згідно з новою адміністративною реформою перебуватиме у складі баґарії Камп да Таррагона.

## Населення
Населення міста (у 2007 р.) становить 330 осіб (з них менше 14 років - 18,5%, від 15 до 64 - 62,4%, понад 65 років - 
19,1%). У 2006 р. народжуваність склала 1 осіб, смертність - 4 осіб, приріст населення склав 1
осіб. У 2001 р. активне населення становило 158 осіб, з них безробітних - 24 осіб. 

Серед осіб, які проживали на території міста у 2001 р., 255 осіб народилися в Каталонії (з них
173 осіб у тому самому районі, або кумарці), 21 осіб приїхало з інших областей Іспанії, а 11 осіб приїхало з-за кордону. 

Університетську освіту має 9
% усього населення. 

У 2001 р. нараховувалося 110 домогосподарств (з них 19,1% складалися з однієї особи, 31,8% з двох осіб,
22,7% з 3 осіб, 23,6% з 4 осіб, 1,8% з 5 осіб, 0
% з 6 осіб, 0,9% з 7 осіб, 0% з 8 осіб і 0% з 9 і більше осіб).

Активне населення міста у 2001 р. працювало у таких сферах діяльності : у сільському господорстві - 7,5%, у промисловості - 41,8%, на будівництві - 10,4% і у сфері обслуговування -
40,3%. 

 У муніципалітеті або у власному районі (кумарці) працює 42 осіб, поза районом - 99 осіб. 

### Безробіття
У 2007 р. нараховувалося 8 безробітних (у 2006 р. - 14 безробітних), з них чоловіки становили 37,5%, а жінки -
62,5%.

## Економіка

### Підприємства міста

#### Промислові підприємства
| \| Промислові підприємства міста, за сферою діяльності \| Промислові підприємства міста, за сферою діяльності \| Промислові підприємства міста, за сферою діяльності \| \| Рік \| 2002 р. \| 2001 р. \| \| --------------------------------------------------- \| --------------------------------------------------- \| --------------------------------------------------- \| \| Енергетичні та водні ресурси \| 14,3% \| 16,7% \| \| Хімія та метали \| 0,0% \| 0,0% \| \| Переробка металів \| 0,0% \| 0,0% \| \| Продукти харчування \| 57,1% \| 66,7% \| \| Текстиль \| 0,0% \| 0,0% \| \| Виробництво меблів, видання \| 28,6% \| 16,7% \| \| Інше \| 0,0% \| 0,0% \| \| Усього підприємств \| 7 \| 6 \| |         |         |
| Промислові підприємства міста, за сферою діяльності |         |         |
| Рік | 2002 р. | 2001 р. |
| Енергетичні та водні ресурси | 14,3%   | 16,7%   |
| Хімія та метали | 0,0%    | 0,0%    |
| Переробка металів | 0,0%    | 0,0%    |
| Продукти харчування | 57,1%   | 66,7%   |
| Текстиль | 0,0%    | 0,0%    |
| Виробництво меблів, видання | 28,6%   | 16,7%   |
| Інше | 0,0%    | 0,0%    |
| Усього підприємств | 7       | 6       |

#### Роздрібна торгівля
| \| Підприємства роздрібної торгівлі міста, за сферою діяльності \| Підприємства роздрібної торгівлі міста, за сферою діяльності \| Підприємства роздрібної торгівлі міста, за сферою діяльності \| \| Рік \| 2002 р. \| 2001 р. \| \| ------------------------------------------------------------ \| ------------------------------------------------------------ \| ------------------------------------------------------------ \| \| Продукти харчування \| 33,3% \| 25,0% \| \| Одяг та взуття \| 0,0% \| 0,0% \| \| Товари для дому \| 0,0% \| 0,0% \| \| Книги та періодичні видання \| 0,0% \| 0,0% \| \| Промислова хімічна продукція \| 33,3% \| 25,0% \| \| Продукція, пов'язана з транспортними засобами \| 0,0% \| 0,0% \| \| Інше \| 33,3% \| 50,0% \| \| Усього підприємств \| 3 \| 4 \| |         |         |
| Підприємства роздрібної торгівлі міста, за сферою діяльності |         |         |
| Рік | 2002 р. | 2001 р. |
| Продукти харчування | 33,3%   | 25,0%   |
| Одяг та взуття | 0,0%    | 0,0%    |
| Товари для дому | 0,0%    | 0,0%    |
| Книги та періодичні видання | 0,0%    | 0,0%    |
| Промислова хімічна продукція | 33,3%   | 25,0%   |
| Продукція, пов'язана з транспортними засобами | 0,0%    | 0,0%    |
| Інше | 33,3%   | 50,0%   |
| Усього підприємств | 3       | 4       |

#### Сфера послуг
| \| Підприємства міста, що працюють у сфері послуг, за діяльністю \| Підприємства міста, що працюють у сфері послуг, за діяльністю \| Підприємства міста, що працюють у сфері послуг, за діяльністю \| \| Рік \| 2002 р. \| 2001 р. \| \| ------------------------------------------------------------- \| ------------------------------------------------------------- \| ------------------------------------------------------------- \| \| Гуртова торгівля \| 42,9% \| 50,0% \| \| Готелі та готельний бізнес \| 42,9% \| 33,3% \| \| Транспорт та зв'язок \| 0,0% \| 0,0% \| \| Посередницькі фінансові послуги \| 0,0% \| 0,0% \| \| Послуги підприємствам \| 14,3% \| 16,7% \| \| Послуги фізичним особам \| 0,0% \| 0,0% \| \| Нерухомість та ін. \| 0,0% \| 0,0% \| \| Усього підприємств \| 7 \| 6 \| |         |         |
| Підприємства міста, що працюють у сфері послуг, за діяльністю |         |         |
| Рік | 2002 р. | 2001 р. |
| Гуртова торгівля | 42,9%   | 50,0%   |
| Готелі та готельний бізнес | 42,9%   | 33,3%   |
| Транспорт та зв'язок | 0,0%    | 0,0%    |
| Посередницькі фінансові послуги | 0,0%    | 0,0%    |
| Послуги підприємствам | 14,3%   | 16,7%   |
| Послуги фізичним особам | 0,0%    | 0,0%    |
| Нерухомість та ін. | 0,0%    | 0,0%    |
| Усього підприємств | 7       | 6       |

## Житловий фонд
У 2001 р. 3,6% усіх родин (домогосподарств) мали житло метражем до 59 м², 20% - від 60 до 89 м², 39,1% - від 90 до 119 м² і
37,3% - понад 120 м².

З усіх будівель у 2001 р. 17,8% було одноповерховими, 39,4% - двоповерховими, 42,7
% - триповерховими, 0% - чотириповерховими, 0% - п'ятиповерховими, 0% - шестиповерховими,
0% - семиповерховими, 0% - з вісьмома та більше поверхами.

## Автопарк
| \| Автомобілі, зареєстровані у місті, за призначенням \| Автомобілі, зареєстровані у місті, за призначенням \| Автомобілі, зареєстровані у місті, за призначенням \| \| Рік \| 2006 р. \| 2005 р. \| \| -------------------------------------------------- \| -------------------------------------------------- \| -------------------------------------------------- \| \| Приватні автомобілі \| 78,8% \| 74,9% \| \| Мотоцикли \| 7,3% \| 8,4% \| \| Вантажівки \| 13,9% \| 16,7% \| \| Трактори \| 0,0% \| 0,0% \| \| Автобуси та ін. \| 0,0% \| 0,0% \| \| Усього автомобілів \| 302 шт. \| 215 шт. \| |         |         |
| Автомобілі, зареєстровані у місті, за призначенням |         |         |
| Рік | 2006 р. | 2005 р. |
| Приватні автомобілі | 78,8%   | 74,9%   |
| Мотоцикли | 7,3%    | 8,4%    |
| Вантажівки | 13,9%   | 16,7%   |
| Трактори | 0,0%    | 0,0%    |
| Автобуси та ін. | 0,0%    | 0,0%    |
| Усього автомобілів | 302 шт. | 215 шт. |

## Вживання каталанської мови
У 2001 р. каталанську мову у місті розуміли 99,3% усього населення (у 1996 р. - 100%), вміли говорити нею 92,2% (у 1996 р. - 
99,1%), вміли читати 89,7% (у 1996 р. - 98,6%), вміли писати 67,4
% (у 1996 р. - 50%). Не розуміли каталанської мови 0,7%.

## Політичні уподобання
У виборах до Парламенту Каталонії у 2006 р. взяло участь 167 осіб (у 2003 р. - 181 осіб). Голоси за політичні сили розподілилися таким чином:
| \| Вибори до Парламенту Каталонії \| Вибори до Парламенту Каталонії \| Вибори до Парламенту Каталонії \| \| Рік \| 2006 р. \| 2003 р. \| \| -------------------------------------- \| ------------------------------ \| ------------------------------ \| \| Конвергенція та Єднання (CiU) \| 44,3% \| 50,8% \| \| Соціалістична партія Каталонії (PSC) \| 18,6% \| 12,7% \| \| Народна партія (PP) \| 1,8% \| 4,4% \| \| Ініціатива за зелену Каталонію (IC) \| 3,6% \| 1,1% \| \| Республіканська лівиця Каталонії (ERC) \| 29,9% \| 30,9% \| \| Громадянська партія (C's) \| 0,6% \| 0,0% \| \| Інші \| 1,2% \| 0% \| |         |         |
| Вибори до Парламенту Каталонії |         |         |
| Рік | 2006 р. | 2003 р. |
| Конвергенція та Єднання (CiU) | 44,3%   | 50,8%   |
| Соціалістична партія Каталонії (PSC) | 18,6%   | 12,7%   |
| Народна партія (PP) | 1,8%    | 4,4%    |
| Ініціатива за зелену Каталонію (IC) | 3,6%    | 1,1%    |
| Республіканська лівиця Каталонії (ERC) | 29,9%   | 30,9%   |
| Громадянська партія (C's) | 0,6%    | 0,0%    |
| Інші | 1,2%    | 0%      |

У муніципальних виборах у 2007 р. взяло участь 114 осіб (у 2003 р. - 139 осіб). Голоси за політичні сили розподілилися таким чином:
| \| Муніципальні вибори \| Муніципальні вибори \| Муніципальні вибори \| \| Рік \| 2007 р. \| 2003 р. \| \| -------------------------------------- \| ------------------- \| ------------------- \| \| Конвергенція та Єднання (CiU) \| 100,0% \| 100,0% \| \| Соціалістична партія Каталонії (PSC) \| 0,0% \| 0,0% \| \| Народна партія (PP) \| 0,0% \| 0,0% \| \| Ініціатива за зелену Каталонію (IC) \| 0,0% \| 0,0% \| \| Республіканська лівиця Каталонії (ERC) \| 0,0% \| 0,0% \| \| Громадянська партія (C's) \| 0,0% \| 0,0% \| \| Інші \| 0,0% \| 0,0% \| |         |         |
| Муніципальні вибори |         |         |
| Рік | 2007 р. | 2003 р. |
| Конвергенція та Єднання (CiU) | 100,0%  | 100,0%  |
| Соціалістична партія Каталонії (PSC) | 0,0%    | 0,0%    |
| Народна партія (PP) | 0,0%    | 0,0%    |
| Ініціатива за зелену Каталонію (IC) | 0,0%    | 0,0%    |
| Республіканська лівиця Каталонії (ERC) | 0,0%    | 0,0%    |
| Громадянська партія (C's) | 0,0%    | 0,0%    |
| Інші | 0,0%    | 0,0%    |